# Ӵ
Che với dấu hai chấm (Ӵ ӵ, chữ nghiêng: Ӵ ӵ) là một chữ cái trong bảng chữ cái Kirin. Hình dạng của nó bắt nguồn từ chữ cái Kirin Che (Ч ч Ч ч).
Che với dấu hai chấm chỉ được sử dụng trong bảng chữ cái tiếng Udmurt, nó đại diện cho âm /tʃ/, giống với cách phát âm của ⟨ch⟩ trong "chicken". Đây là chữ cái thứ ba mươi trong bảng chữ cái của ngôn ngữ này.

## Mã máy tính
| Kí tự               | Ӵ                                          | Ӵ                                          | ӵ                                        | ӵ                                        |
| ------------------- | ------------------------------------------ | ------------------------------------------ | ---------------------------------------- | ---------------------------------------- |
| Tên Unicode         | CYRILLIC CAPITAL LETTER CHE WITH DIAERESIS | CYRILLIC CAPITAL LETTER CHE WITH DIAERESIS | CYRILLIC SMALL LETTER CHE WITH DIAERESIS | CYRILLIC SMALL LETTER CHE WITH DIAERESIS |
| Mã hóa ký tự        | decimal                                    | hex                                        | decimal                                  | hex                                      |
| Unicode             | 1268                                       | U+04F4                                     | 1269                                     | U+04F5                                   |
| UTF-8               | 211 180                                    | D3 B4                                      | 211 181                                  | D3 B5                                    |
| Tham chiếu ký tự số | &#1268;                                    | &#x4F4;                                    | &#1269;                                  | &#x4F5;                                  |